# 南島原市立布津小学校
南島原市立布津小学校（みなみしまばらしりつ ふつしょうがっこう）は、長崎県南島原市布津町乙に本校を置く公立小学校。

## 概要
歴史
1884年（明治17年）に「布津学区公立中等布津小学校」として開校。数回の改称を経て2006年（平成18年）に現校名となった。2014年（平成26年）に創立130周年を迎えた。分校を2校有していたが、2校とも2016年（平成28年）3月末に廃止。
学校教育目標
「感謝し高めあう児童の育成」
校章・校歌
分校
分校を2校有していたが、2016年（平成28年）3月末をもって2校とも廃止となった。
- 旧・第一分校 - 〒859-2111 南島原市布津町甲381-1 （北緯32度40分43.1秒 東経130度20分45.4秒 / 北緯32.678639度 東経130.345944度）
- 旧・第二分校 - 〒859-2113 南島原市布津町丙825-1 （北緯32度41分55.6秒 東経130度20分0.5秒 / 北緯32.698778度 東経130.333472度）

校区
住所表記で「南島原市布津町」の後に「野田第1-4、丸山、寺田、貝崎第1・2、貝崎浜第1・2、尾篠、中通第1・2、湯田第1・2、大崎、植松、新田、三本松、蔭平、木場、向木場、八重坂、甲1-4194番地・4227-7807番地・7821-7824番地・7833-7836番地」が続く地域。中学校区は南島原市立布津中学校。

## 沿革
前史（布津村）
- 1872年（明治5年）8月 - 学制が頒布される。
- 1874年（明治7年）10月1日[3] - 布津村貝崎名に「貝崎小学校」が開校[4]。
- 1876年（明治9年）2月 - 大崎名に「（人民共立）大崎小学校」が開校[5]。
- 1878年（明治11年）4月 - 郡制の施行により、南高来郡の所管となる。

正史
- 1884年（明治17年）9月2日 - 山下信之真からの寄付により、「布津学区 公立中等布津小学校」が開校。貝崎杉之沢に校舎を設置。初代校長には大木與[6]二郎が就任。
- 1885年（明治18年）- 児童数の増加により、校舎を増築。
- 1886年（明治19年）9月 - 小学校令の施行により、「布津学区尋常布津小学校」（修業年限4年）に改称。
- 1889年（明治22年）4月 - 町村制の施行により、布津村立の小学校となる。
- 1892年（明治25年）- 大崎（現在地）に新校舎が完成し移転を完了。
- 1894年（明治27年）5月 - 「布津尋常小学校」に改称（「尋常」の位置が変更になる）。補習科（修業年限2年）を設置。
- 1897年（明治30年）8月 - 校地北部に校舎を増築。女児を対象に裁縫科を設置。
- 1901年（明治34年）4月 - 校舎を増築し、高等科を併置の上「布津尋常高等小学校」に改称（尋常科4年・高等科4年）。補習科を廃止。
  - 野田分教場を開設し、尋常科2年生までを収容（第一分校の始まり）。
- 1905年（明治38年）4月 - 高等科の授業科目に農業科を加える。
- 1908年（明治41年）4月 - 小学校令の改正により、義務教育年限（尋常科の修業年限）が4年から6年に延長される。
  - 旧高等科1年を尋常科5年に、旧高等科2年を尋常科6年に、旧高等科3年を高等科1年に、旧高等科4年を高等科2年に振り替える。
  - 修業年限が尋常科4年・高等科4年から「尋常科6年・高等科2年」に変更となる。
- 1910年（明治43年）
  - 野田分教場に校舎を増築し、「第一分教場」に改称。
  - 木場に校舎を建設し、「第二分教場」とする（「第二分校」の始まり）。
- 1919年（大正8年）4月 - 高等科（2年）修了者を対象に補習科（修業年限1年）を設置。
- 1925年（大正14年）5月 - 校舎を増築。
- 1937年（昭和12年）4月 - 併設の補習科が布津青年学校に改組される。
- 1941年（昭和16年）
  - 4月1日 - 国民学校令の施行により、「布津村第一国民学校」に改称。尋常科を初等科に改める（初等科6年・高等科2年）。
    - 第一分教場の4年生が本校に通学することとなる。
    - この時、飯野尋常小学校が「布津村第二国民学校」となった。

  - 7月 - 運動場を拡張（第一次）。
- 1942年（昭和17年）1月 - 運動場を拡張（第二次）。
- 1947年（昭和22年）4月1日 - 学制改革（六・三制の実施）が行われる。
  - 国民学校の初等科が改組され、「布津村立第一小学校」となる。第一分教場を「第一分校」、第二分教場を「第二分校」とする。
  - 国民学校の高等科は青年学校の普通科とともに改組され、新制中学校「布津村立布津中学校」となる。
    - 校舎が完成するまでの間、布津中学校に西校舎5教室を貸与。
- 1950年（昭和25年）4月 - 校舎1棟を増築。
- 1952年（昭和27年）
  - 5月 - 学区改定により、従来第二小学校（飯野小学校）に通っていた八重坂地区の児童が本校に通学することとなる。
  - 10月 - 第一分校、1教室を増築。
- 1955年（昭和30年）4月1日 - 「布津村立布津小学校」に改称。
- 1959年（昭和34年）4月 - 児童数が最大の952名（男子471名・女子481名）を記録する。
- 1966年（昭和41年）1月 - 校章を制定。
- 1969年（昭和44年）4月1日 - 布津町の発足により「布津町立布津小学校」に改称。
- 1970年（昭和45年）3月 - こども会記念碑を建立。
- 1973年（昭和48年）5月 - 新校舎が完成。
- 1976年（昭和51年）1月 - 校旗が寄贈される。
- 1977年（昭和52年）10月 - プールが完成。

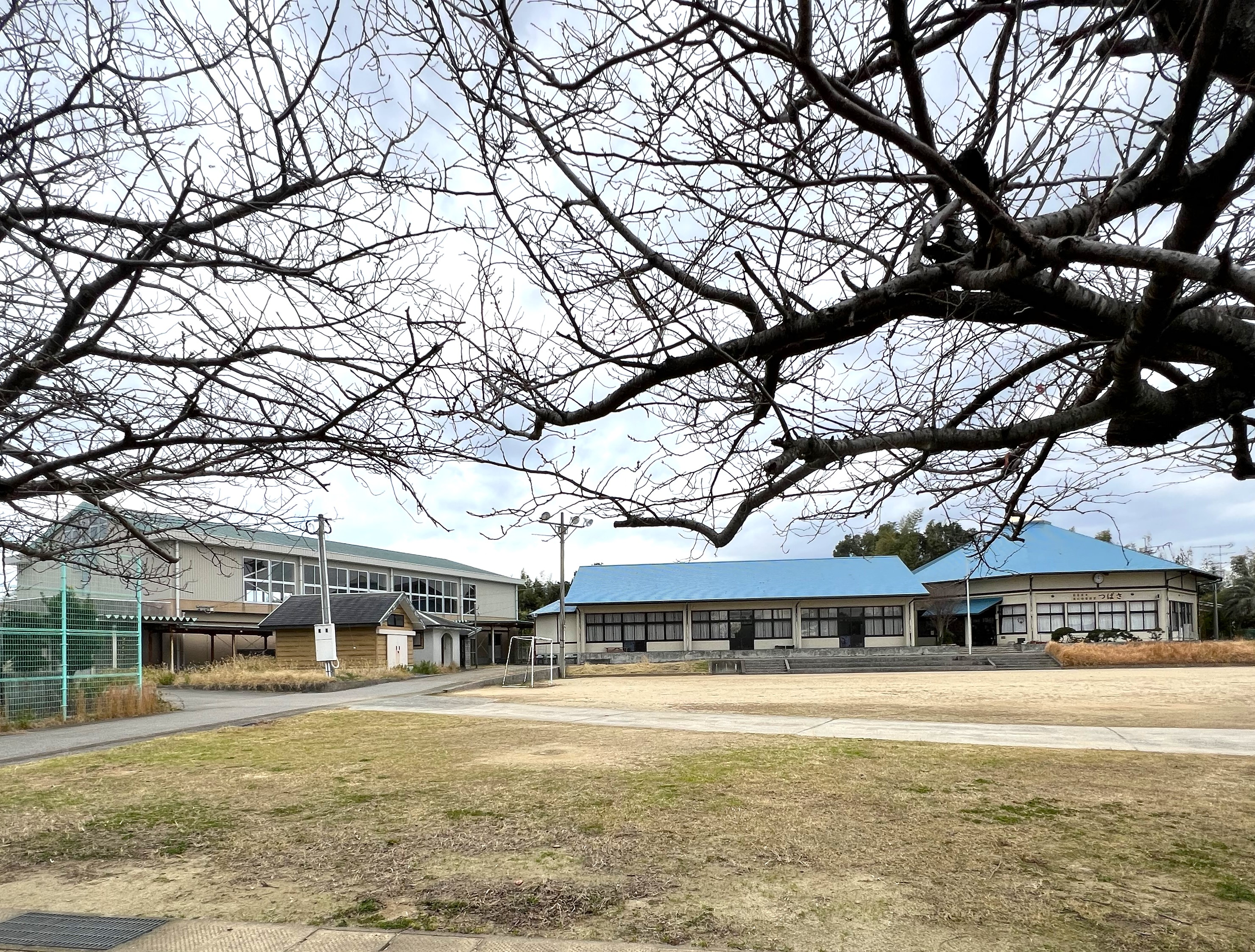
旧・第一分校

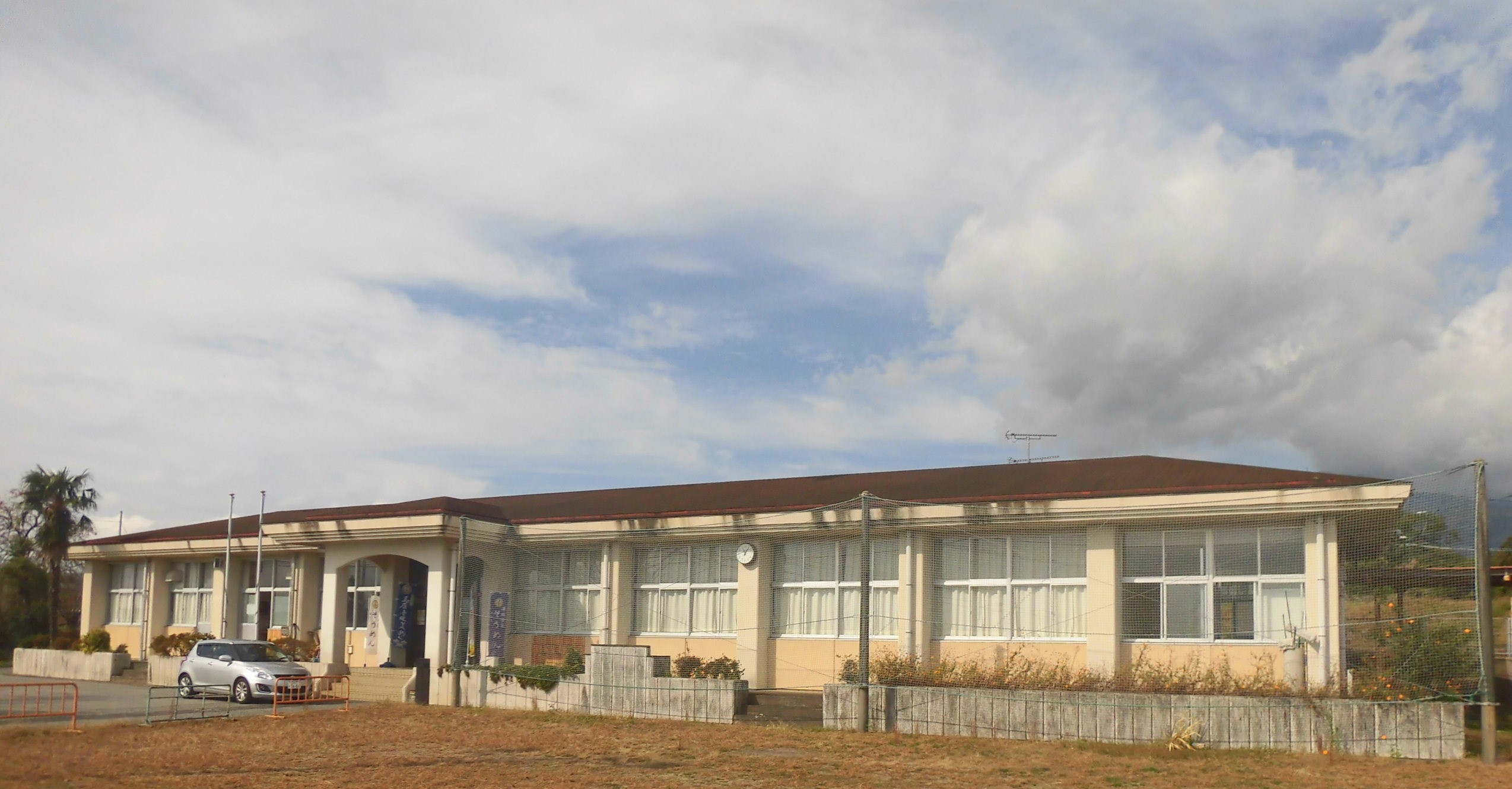
旧・第二分校

- 1978年（昭和53年）3月 - 運動場を整備。第二分校の運動場を拡張。
- 1980年（昭和55年）3月 - 第一分校と第二分校、それぞれのグラウンドに夜間照明設備を設置。
- 1981年（昭和56年）4月 - 体育館が完成。
- 1983年（昭和58年）3月31日 - 特殊学級を閉級。
- 1985年（昭和60年）
  - 2月 - 鉄筋コンクリート造3階建ての新校舎が完成。
  - 3月 - 創立100周年記念式典を挙行。
- 1991年（平成3年）6月 - 雲仙普賢岳の噴火により、隣町の深江町から町民207名が本校の体育館に避難。
- 1993年（平成5年）5月 - 学校給食が開始。
- 1996年（平成8年）3月 - 第二分校の体育館が完成。
- 2006年（平成18年）3月31日 - 南島原市の発足に伴い、「南島原市立布津小学校」（現校名）に改称。
- 2016年（平成28年）3月31日 - 第一分校・第二分校を廃止。

## 交通アクセス
最寄りのバス停
- 本校 - 島鉄バス 加津佐・有家・島原駅線など 「布津総合支所前」バス停
  - 旧・第一分校 - 島鉄バス 加津佐・有家・島原駅線など 「寺田」バス停
  - 旧・第二分校 - 島鉄バス 藤原線 「布津分校前」バス停

最寄りの国道
- 国道251号（島原街道）

最寄りの鉄道駅
- かつては本校の近くに島原鉄道線の「布津駅」があったが、2008年（平成20年）3月末に廃止された。

## 周辺
本校
- 南島原市立布津中学校
- 南島原市役所 布津庁舎（旧・布津町役場）
- 布津北部土地改良区
- 布津郵便局
- JA島原雲仙 布津支店
- 長崎県警察 南島原警察署 布津警察官駐在所
- たちばなこども園

旧・第一分校
- 寺田保育園

旧・第二分校
- 木場保育園
- 多良神社

## 参考資料
- 「布津町史」（1998年（平成10年）3月10日発行, 布津町）p.630 -
- 「長崎新聞に見る長崎県戦後50年史（1945～1995）」（1995年（平成7年）8月9日発行, 長崎新聞社）「布津町」